# ヴォルティジュール・シャトーブリアン
ヴォルティジュール・シャトーブリアン(Voltigeurs castelbriantais）は、フランス・ペイ・ド・ラ・ロワール地域圏シャトーブリアンを本拠地とするサッカークラブ。（Voltigeursはフランス語で軽歩兵部隊の意。）

## 歴史
1907年9月、地域の体操クラブとして発足したのが始まり。その後バスケットボール、テニス、卓球、バレーボール等様々な部門が立ち上げられて総合スポーツクラブとなる。サッカー部門が設立されたのは1925年頃。(現在は他部門は残っていない。)
1991年に4部リーグに昇格したもののその後は長らく全国リーグと地域リーグを行き来する事が多く、全国レベルのリーグに定着したのは2010年代に入ってからである。
クープ・ドゥ・フランスの最高成績は2020-21シーズンのベスト16。

## 主な成績
- フランスアマチュア選手権2
グループA首位 2014-15
ペイ・ド・ラ・ロワールブロック首位 2019-20
- 大西洋地域リーグ・Division d'Honneur 優勝 1990-91, 2003-04, 2013-14